# Chinati Foundation
Chinati Foundation är ett museum för samtida konst i Marfa i Texas i USA.
Museet grundades av konstnären Donald Judd och invigdes 1986. Donald Judd besökte Marfa första gången 1971 och flyttade dit från New York 1977. Hans avsikt med Chinati Foundation var att bevara och visa för allmänheten storskaliga installationer av ett begränsat antal konstnärer, med tonvikt på verk som är förankrade i omgivande landskap.
Chinati Foundation ligger huvudsakligen på marken för det tidigare Fort D.A. Russell i Marfa.
Chinati Foundation visade ursprungligen verk av Donald Judd, John Chamberlain och Dan Flavin. Samlingarna har sedermera utvidgats med verk av bland andra Carl Andre, Roni Horn, Richard Long, Claes Oldenburg, Coosje van Bruggen, och John Wesley.